# Sharmaine Arnaiz
Sharmila Velasco Prihibas-Shahani, conocida artísticamente como Sharmaine Arnaiz, es una actriz filipina, hija de madre filipina de origen cebuano y padre hindú. Nacida el 1 de noviembre de 1974 en Dávao. Su carrera empezó a partir de 1986 y se mantuvo activa hasta 2005. Compartó los escenarior con su hermana Bunny Paras, también actriz, además de que su madre era amiga de la madre de los actores Patrick García y Cheska García.

## Filmografía

### Televisión
| Año       | TV show                   | Personaje                  | Canal       |
| --------- | ------------------------- | -------------------------- | ----------- |
| 2000      | Saan Ka Man Naroroon      | Marietta                   | ABS-CBN     |
| 2001      | Kung Mawawala Ka          | Amanda                     | GMA Network |
| 2003      | Narito Ang Puso Ko        | young Dolores              | GMA Network |
| 2003–2004 | Walang Hanggan            | Various                    | GMA Network |
| 2011      | Munting Heredera          | Maritess/Nanay Lulu        | GMA Network |
| 2012      | My Beloved                | Perla Quijano              | GMA Network |
| 2012      | Kasalanan Bang Ibigin Ka? | Beatrice "Bea" Montelibano | GMA Network |
| 2012      | Magdalena                 | Charito "Chato" Natividad  | GMA Network |

### Película
- Sa Dulo ng Ganti (2013) (Release Date: 10 de abril de 2013)